# Lado direito de Deus
A Lado direito de Deus ou Destra de Deus (em latim: dextera Domini) ou ainda À direita de Deus é uma expressão utilizada para designar o lugar ao lado de Deus no céu, tradicionalmente uma posição de honra mencionado no Novo Testamento como sendo o lugar de Cristo (por exemplo em Marcos 16:19, Lucas 22:69, Mateus 22:44, Atos 2:34). Esta utilização do termo reflete o uso que se fazia dele no Antigo Testamento, como no Salmo 63 (Salmos 63:8) e no Salmo 110 (Salmos 110:1). Na Bíblia, estar do lado direito "é ser identificado como estando num lugar especial de honra". Quando o próprio Jesus fala de "Ovelhas e Bodes", ele coloca as ovelhas à direita e os bodes à esquerda.
Quando utilizado como mão direita de Deus, pode ser uma referência à mão de Deus propriamente dita, geralmente uma metáfora na Bíblia e no uso corrente do português para a onipotência de Deus.
As implicações destas qualificações antropomórficas foram discutidas extensivamente pelos teólogos ao longo dos anos, incluindo Tomás de Aquino.